# مورتون هورويتز
مورتون هورويتز (بالإنجليزية: Morton Horwitz)‏ هو أستاذ جامعي ومؤرخ أمريكي، ولد في 1938 في نيويورك في الولايات المتحدة.